# Psychotria schumanniana
Psychotria schumanniana är en måreväxtart som beskrevs av Rudolf Schlechter. Psychotria schumanniana ingår i släktet Psychotria och familjen måreväxter. Inga underarter finns listade i Catalogue of Life.